# Абінгдон (Вірджинія)
А́бінгдон (англ. Abingdon) — місто в США на південному заході штату Вірджинія, за 24 км на північний схід від Брістоля, біля кордону зі штатом Теннессі, серед Аппалачів. Адміністративний центр округу Вашингтон (з 1778). 7,7 тис. жителів (2000).
Засноване у 1776, спочатку названий «Вовчими Пагорбами» (Wolf Hills) Д. Буном, що пройшов через ці місця. Статус міста та сучасна назва з 1778.
Торговий центр сільськогосподарського району Великої Аппалачської долини (молочне тваринництво, тютюн, люцерна, зернові), місце проведення тваринницьких аукціонів. Машинобудування, металообробка, виробництво продуктів харчування. Гірський курорт.
Серед визначних пам'яток — відомий театр Бартеру (1933), найстаріший у країні театр із постійною трупою. Місцевий коледж Вірджинія-Гайлендс (1967).